# チェスカー・トジェボヴァー駅
チェスカー・トジェボヴァー駅（Česká Třebová）はチェコ共和国パルドゥビツェ州チェスカー・トジェボヴァーにある、鉄道管理公団（SŽ）の鉄道駅。海抜385m地点にある。プラハ、ブルノ、オロモウツといった主要都市へのジャンクションとなっている。

## 駅構造
単式ホーム1面1線と島式ホーム3面6線、合計4面7線の地上駅。駅の南側に転車台が2つある。

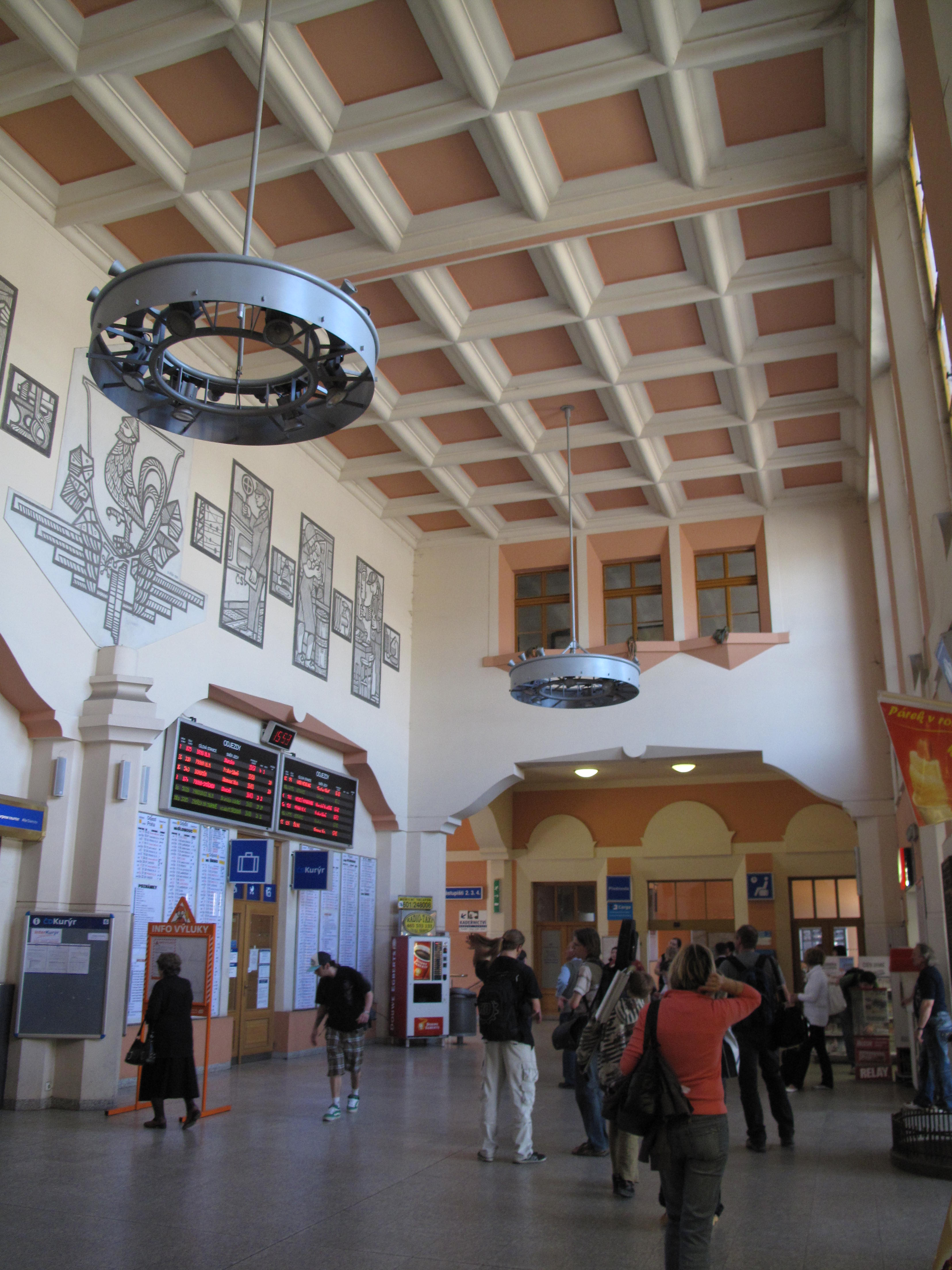
コンコース（2010年4月29日）

## 歴史
- 1924年 - 開業。

## 隣の駅
チェコ鉄道
010号線
ドロウハー・トジェボヴァー駅 - チェスカー・トジェボヴァー駅
260号線
セマニーン駅 - チェスカー・トジェボヴァー駅
262号線
チェスカー・トジェボヴァー駅 - トジェボヴィツェ・フ・チェハーフ駅
270号線
チェスカー・トジェボヴァー駅 - トジェボヴィツェ・フ・チェハーフ駅